# 埃萊埃萊
埃萊埃萊（意指「黑色」或「黑水」）是位於美國夏威夷州可愛縣的一個人口普查指定地區。

## 地理
埃萊埃萊的座標為21°54′38″N 159°35′04″W / 21.91056°N 159.58444°W，而該地最高點為海拔高度7米（即23英尺）。

## 人口
根據2010年美國人口普查的數據，埃萊埃萊的面積為2.80平方千米，當中陸地面積為2.00平方千米，而水域面積為0.80平方千米。當地共有人口2,390人，而人口密度為每平方千米853.57人。